# 방콕 도시권

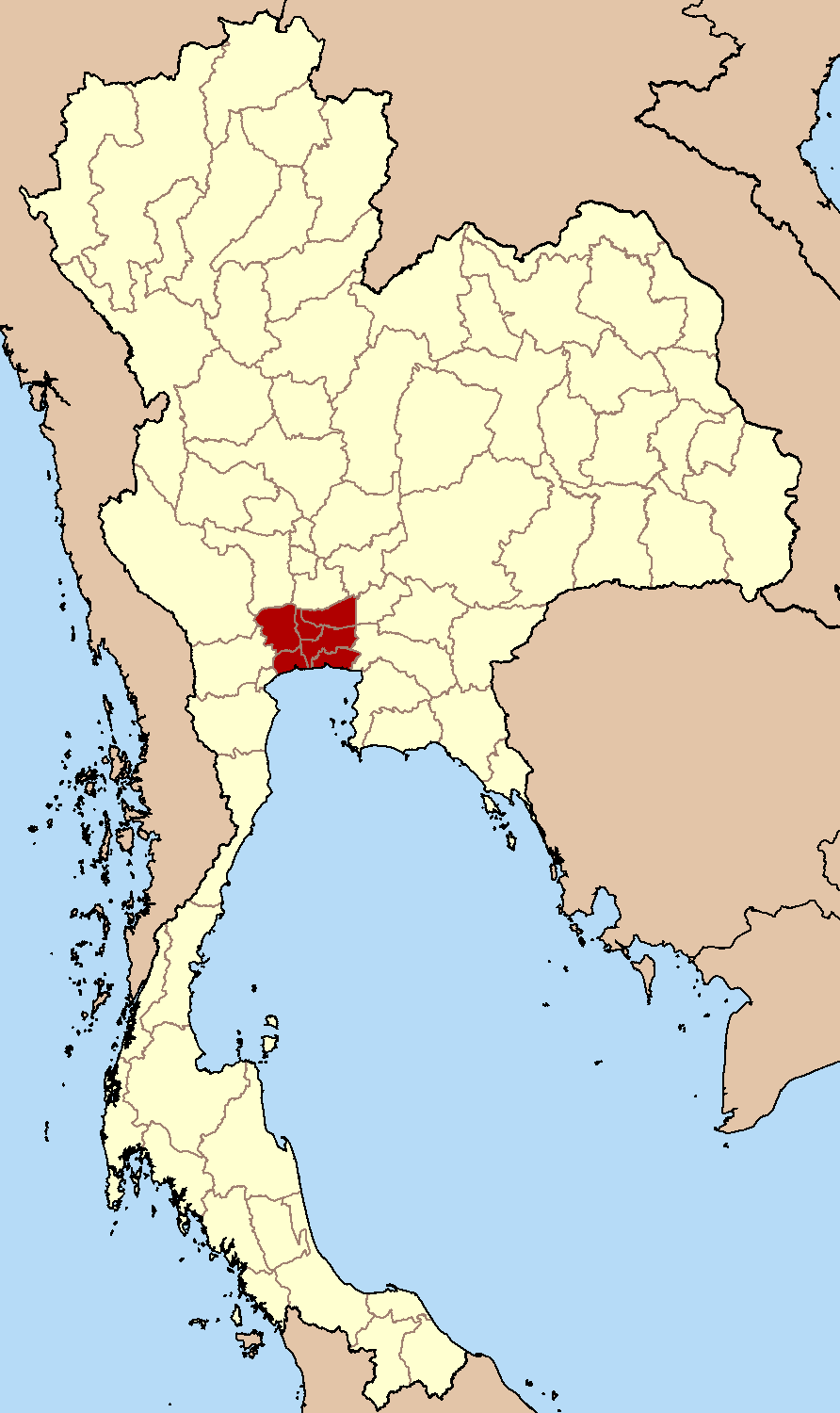
방콕 도시권의 지도

방콕 도시권 또는 끄룽텝 도시권(태국어: กรุงเทพมหานครและปริมณฑล)은 태국의 방콕과 인접한 5주를 포함하는 도시 복합체이다.

## 지역과 인구
방콕 도시권의 면적은 7,761.50km2이고 인구는 2008년 1월 1일 기준으로 11,971,000명이었으며 인구밀도는 km2당 1301.42명이었다. 방콕의 서비스업과 관광업의 성공 때문에 도시는 타이의 지방에서 뿐만 아니라 인도차이나 지역의 많은 국가들 및 남아시아 국가들로부터 인기를 얻었다. 과거 20~30년간 인도인, 파키스탄인, 이란인, 캄보디아인, 라오스인 등 많은 이민자들이 방콕으로 들어왔다. 도시에는 현재 300~400만의 불법 체류자가 있고 이들 중 3분의 1은 타이계가 아니다. 많은 수의 노동자들이 도시권 외곽에 살고 있고 낮에 일하기 위해 도시로 들어온다. 이러한 이유로 도시의 등록 인구는 약 1000만 명이지만 주간 인구는 1500~2000만 명으로 추정된다.

## 행정 구역
| 주         | 면적 km2  | 인구 (2008) | 인구밀도 명/km2 |
| ---------- | --------- | ----------- | --------------- |
| 방콕       | 1,568.737 | 8,249,117   | 5,258.6         |
| 논타부리   | 622.30    | 1,333,623   | 2,143.1         |
| 사뭇쁘라깐 | 1,004.50  | 1,828,044   | 1,820.6         |
| 빠툼타니   | 1,525.90  | 1,326,617   | 869.4           |
| 사뭇사콘   | 872.30    | 885,559     | 1015.2          |
| 나콘빠톰   | 2,168.30  | 942,560     | 434.7           |
| 합계       | 7,761.50  | 14,565,520  | 1,876.6         |